# The Little Grey Mouse (film 1920)
The Little Grey Mouse è un film muto del 1920 diretto da James P. Hogan.

## Trama
Segretaria in uno studio legale, Beverly Arnold viene corteggiata da entrambi i soci, Stephen Gray e John Cumberland. Con l'aiuto di Beverly, Stephen scrive un romanzo di successo che lo induce ad abbandonare la carriera di avvocato per dedicarsi alla scrittura. Dopo il matrimonio, Beverly continua ad aiutare il marito che, diventato famoso, non vuole riconoscere il contributo fondamentale della moglie. Anzi, stufo di lei, la lascia per Hedda Kossiter. Finalmente libera, Beverly può pubblicare firmando con il proprio nome, raggiungendo il successo. L'ex marito, ansioso di riconquistarla, scopre però che lei adesso è ritornata da John Cumberland, il suo vecchio socio.

## Produzione
Il film fu prodotto dalla Fox Film Corporation.

### Cast
- Louise Lovely (1895-1980) - Fu il primo film da protagonista alla Fox per Louise Carbasse: l'attrice australiana, alla quale Carl Laemmle aveva cambiato il nome in Lovely, lavorò negli Stati Uniti una decina di anni, dal 1914 al 1924.

## Distribuzione
Distribuito dalla Fox Film Corporation, il film uscì nelle sale cinematografiche statunitensi il 31 ottobre 1920.